# Lokanj
Lokanj (kyrillisch Локањ) ist ein kleiner Ort in Bosnien und Herzegowina. Er gehört zur Verbandsgemeinde Zvornik in der Republika Srpska.   
Lokanj wird geteilt nach Gorni Lokanj und Donji Lokanj. In Donji Lokanj befindet sich die Grundschule "Nikola Tesla" bis zur 5. Klasse. In Gornji Lokanj befindet sich eine serbisch-orthodoxe Kirche Pravoslavna Crkva Presvete Bogorodice. 
Der örtliche Fußballverein FK Lokanj spielt in der 3. Liga.